# Nils August Silfverschiöld
Nils August Silfverschiöld (Castelo Koberg, Suécia, 31 de maio de 1934 - 11 de abril de 2017)  é filho do barão Carl Silfverschiöld e da baronesa Madeleine Bennich Silfverschiöld. É casado com a princesa Desidéria da Suécia irmã do rei Carlos XVI Gustavo da Suécia.

## Casamento
Noivado do barão Nils-August Otto Carl Niclas Silfverschiöld e da princesa Desidéria da Suécia, filha do príncipe Gustavo Adolfo, Duque da Bótnia Ocidental e esposa princesa Sibila de Saxe-Coburgo-Gota e neto do rei Gustavo VI Adolfo da Suécia. Casou com a princesa Desidéria da Suécia em 5 de junho de 1964 em Storkyrkan em Estocolmo.

## Descendência

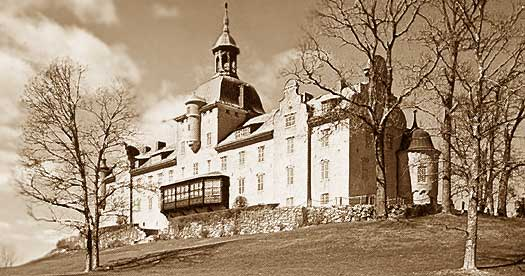
Castelo de Koberg (cerca 1960)

Nils August e Desidéria tiveram um filho e duas filhas:
- Carl Otto Edmund Silfverschiöld (nascido em 22 de março de 1965) casou com Maria Fredriksson (nascida em 12 de abril de 1965) em 2005. O casal tem um filho
  - Anna Margareta Sibylla Désirée Silfverschiöld (nascida em 13 de dezembro de 2006).
- Christina Louise Ewa Madeleine Silfverschiöld (nascida em 29 de setembro de 1966) casou com o barão Hans Louis Gerard de Geer Finspång af (nascido em 26 de janeiro de 1963) um diretor executivo em 1999. O casal tem três filhos:
  - Estelle Louise Désirée de Geer Finspång af (nascida em 14 de setembro de 2000).
  - Ian Carl Gerard de Geer Finspång af (nascido em 20 de fevereiro de 2002).
  - Frederickn Fred Louis Gerard de Geer Finspång af (nascido em 16 de setembro de 2004).
- Hélène Ingeborg Sibylla Silfverschiöld (nascido em 20 de setembro de 1968) foi uma dama de honra no casamento do Rei Carlos XVI Gustavo da Suécia e Sílvia Sommerlath, e de príncipe Bertil e princesa Liliana, Duquesa da Halândia.[1]